# Unione Sportiva Triestina Hockey
L'Unione Sportiva Triestina Hockey era una squadra di hockey su pista italiana che aveva sede a Trieste. Il club fu fondato nel 1922 e cessò l'attività nel 1990. Nel suo palmarès figurano 19 vittorie nel campionato italiano.

## Storia

### Dalla fondazione agli anni '40
La sezione di hockey su pista della Società Ginnastica Triestina fu fondata nel 1922. Nel 1925 conquista il suo primo scudetto con la seguente formazione: Pecorari (portiere), Villa, De Santi, Canal, Collich, Orlando, Vidali. Allenatore della squadra era Edoardo Jermol/Germogli. Seguono altri quattro titoli negli anni 1926, 1927, 1928, 1929. Dal 1934 al 1942, la Triestina, partecipa al campionato di Divisione Nazionale indetto dalla Federazione Italiana Hockey e Pattinaggio a Rotelle, quale sezione del Dopolavoro Pubblico Impiego di Trieste e conquista sei titoli consecutivi di Campione d'Italia (1937, 1938, 1939, 1940, 1941, 1942).

### Gli anni '50 e '60
Nel dopoguerra, ripresa la denominazione Unione Sportiva Triestina, vince altri otto scudetti (l'ultimo nel 1967) per un totale di ben 19 titoli. L'anno successivo partecipa alla Coppa dei Campioni arrivando a disputare la finale, ma viene sconfitta dal Reus Deportiu sia sulla pista di viale Miramare che su quella spagnola. Nello stesso anno disputa anche la finale di Coppa Italia.

### Dagli anni '70 alla scomparsa
Con la retrocessione in serie B nel 1976 inizia il declino.
Nel 1982 si stacca dalla polisportiva diventando autonoma cambiando denominazione in Unione Sportiva Triestina Hockey, poi, con la riforma dei campionati, partecipa alla serie A2. Scompare nel 1990.

## Cronistoria
| Cronistoria dell'Unione Sportiva Triestina Hockey |
| --- |
| - 1922 - Fondazione dell'Unione Sportiva Triestina. - 1922 - Campionato italiano. - 1923 - Campionato italiano. - 1924 - Campionato italiano. - 1925 – 1ª nel Campionato italiano. Campione d'Italia (1º titolo). - 1926 – 1ª nel Campionato italiano. Campione d'Italia (2º titolo). - 1927 – 1ª nel Campionato italiano. Campione d'Italia (3º titolo). - 1928 – 1ª in Divisione Nazionale. Campione d'Italia (4º titolo). - 1929 – 1ª in Divisione Nazionale. Campione d'Italia (5º titolo). - 1930 - Divisione Nazionale. - 1931 - Inattiva. - 1932 - Inattiva. - 1933 - Inattiva. Assume la denominazione Dopolavoro Pubblico Impiego. - 1934 - Divisione Nazionale. - 1935 - Divisione Nazionale. - 1936 - Divisione Nazionale. - 1937 – 1º in Divisione Nazionale. Campione d'Italia (6º titolo). - 1938 – 1º in Divisione Nazionale. Campione d'Italia (7º titolo). - 1939 – 1º in Divisione Nazionale. Campione d'Italia (8º titolo). - 1940 – 1º in Divisione Nazionale. Campione d'Italia (9º titolo). - 1941 – 1º in Divisione Nazionale. Campione d'Italia (10º titolo) - 1942 – 1º in Divisione Nazionale. Campione d'Italia (11º titolo). - 1943 - Inattivo causa seconda guerra mondiale. - 1944 - Inattivo causa seconda guerra mondiale. - 1945 – 1ª in Serie A. Campione d'Italia (12º titolo). Riprende la denominazione Unione Sportiva Triestina. - 1946 - Serie A. - 1947 - Serie A. - 1948 - Serie A. - 1949 - Serie A. - 1950 - 4ª in Serie A. - 1951 - 2ª in Serie A. - 1952 – 1ª in Serie A. Campione d'Italia (13º titolo). - 1953 - 3ª in Serie A. - 1954 – 1ª in Serie A. Campione d'Italia (14º titolo). - 1955 – 1ª in Serie A. Campione d'Italia (15º titolo). - 1956 - 4ª in Serie A. - 1957 - 5ª in Serie A. - 1958 - 5ª in Serie A. - 1959 - 4ª in Serie A. - 1960 - 5ª in Serie A. - 1961 - 6ª in Serie A. - 1962 – 1ª in Serie A. Campione d'Italia (16º titolo). - 1963 – 1ª in Serie A. Campione d'Italia (17º titolo). - 1964 – 1ª in Serie A. Campione d'Italia (18º titolo). - 1965 - 4ª in Serie A. - 1966 - 2ª in Serie A. - 1967 – 1ª in Serie A. Campione d'Italia (19º titolo). - 1968 - 4ª in Serie A. Finalista in Coppa Italia. Finalista in Coppa dei Campioni. - 1969 - 4ª in Serie A. - 1970 - 4ª in Serie A. - 1971 - 2ª in Serie A. - 1972 - 4ª in Serie A. - 1973 - 6ª in Serie A. - 1974 - 9ª in Serie A. - 1975 - 7ª in Serie A. - 1976 - 12ª in Serie A. Retrocessa in Serie B. - 1977 - Serie B. - 1978 - Serie B. - 1979 - Serie B. - 1979-1980 - Serie B. - 1980-1981 - Serie B. - 1981-1982 - Serie B. Cambia denominazione in Unione Sportiva Triestina Hockey. - 1982-1983 - 3ª nel Gruppo 2 della Poule A della Serie B. Ammessa alla Serie A2 per riforma dei campionati. - 1983-1984 - 9ª in Serie A2. - 1984-1985 - 11ª Serie A2 Retrocessa in Serie B. - 1985-1986 - 2ª nel girone A della Serie B. Promossa in Serie A2. - 1986-1987 - 11ª in Serie A2. - 1987-1988 - Serie A2. - 1988-1989 - Serie A2. - 1989-1990 - Serie A2. Al termine della stagione cessa l'attività. |

## Colori e simboli
I colori sociali erano quelli di Trieste: la maglia rossa, i calzoncini bianchi e i calzettoni rossi.
Sulla maglia era presente lo stemma posto sul petto, uguale a quello che utilizzavano l'U.S. Triestina Calcio e le altre sezioni che facevano parte della polisportiva: uno scudetto rosso al cui interno vi era un'alabarda bianca simbolo di Trieste. Sopra l'alabarda era posta una stella, anch'essa bianca, da cui si dipartivano dei raggi. Infine erano poste ai due lati dell'alabarda le lettere U e S (Unione Sportiva) e nella parte bassa vi era la scritta Triestina.

## Strutture
Dalla fondazione la squadra disputò le proprie gare casalinghe sul campo del Circolo Marina Mercantile, poi sulla pista di Viale Miramare fino alla metà degli anni '70, condividendo la struttura con l'altra squadra di Trieste, il Dopolavoro Ferroviario.
A partire dalla metà degli anni '70 invece il club giocò le proprie gare presso il PalaChiarbola. Il palazzetto si trova nel rione di Chiarbola, con accessi da Via Visinada e da Piazzale delle Puglie. Ha una capienza di poco superiore ai 2000 posti a sedere, suddivisi tra una tribuna e due curve.

## Palmarès

### Titoli nazionali
19 trofei
- Campionato italiano: 19

1925, 1926, 1927, 1928, 1929, 1937, 1938, 1939, 1940, 1941 
1942, 1945, 1952, 1954, 1955, 1962, 1963, 1964, 1967

## Statistiche e record

### Partecipazione ai campionati
| Livello | Categoria           | Partecipazioni | Debutto   | Ultima stagione | Totale |
| ------- | ------------------- | -------------- | --------- | --------------- | ------ |
| 1º      | Campionato italiano | 6              | 1922      | 1927            | 51     |
| 1º      | Divisione Nazionale | 13             | 1930      | 1942            | 51     |
| 1º      | Serie A             | 32             | 1945      | 1976            | 51     |
| 2º      | Serie B             | 7              | 1977      | 1982-1983       | 14     |
| 2º      | Serie A2            | 7              | 1983-1984 | 1989-1990       | 14     |

### Partecipazione alle coppe europee
| Competizione       | Partecipazioni | Debutto   | Ultima stagione | Miglior risultato       |
| ------------------ | -------------- | --------- | --------------- | ----------------------- |
| Coppa dei Campioni | 1              | 1967-1968 | 1967-1968       | Finalista nel 1967-1968 |